# William Cavendish, VII duca di Devonshire
William Cavendish, VII duca di Devonshire (Londra, 27 aprile 1808 – 21 dicembre 1891), è stato un nobile e politico britannico, appartenente al partito Whig.

## Biografia

### Giovinezza ed educazione
William era figlio del parlamentare William Cavendish (1783-1812), nipote del primo Conte di Burlington e quindi pronipote del quarto Duca di Devonshire. Dal 1831 al 1834 ebbe il titolo di Lord Cavendish di Keighley; alla morte del padre divenne il secondo Conte di Burlington.
Studiò prima presso Eton ed in seguito al Trinity College di Cambridge. Nel 1834 divenne pari del regno ottenendo il titolo di Conte di Burlington, mentre nel 1858 assunse il titolo di Duca di Devonshire. Il cugino William Cavendish, VI duca di Devonshire, era infatti morto senza eredi diretti.

### Matrimonio
Nel 1829 sposò Blanche Howard (11 gennaio 1812 - 27 aprile 1840), figlia di George Howard, VI conte di Carlisle e di Lady Georgiana Cavendish, sorella del William Cavendish, VI duca di Devonshire. Ebbero cinque figli.

### Carriera
Tra il 1836 e il 1856 fu Cancelliere dell'Università di Londra mentre dal 1861 al 1891 fu Cancelliere dell'Università di Cambridge. Presso Cambridge contribuì alla realizzazione di un laboratorio nella sezione di studi di fisica che ancora oggi porta il suo nome, il Cavendish Laboratory. Nella città, costruita nel 1840, di Barrow-in-Furness, Lord Devonshire fece grossi investimenti sull'industria pesante, che tuttavia si rivelarono un insuccesso economico.

### Ultimi anni e morte
Dopo che nel 1871 la sua dimora di campagna di Holker Hall venne parzialmente distrutta dalle fiamme, Devonshire la fece ricostruire. La grande disponibilità economica di Cavendish derivava anche dal fatto che il settimo Duca aveva ereditato numerosi territori presso Eastbourne da suo nonno Lord George Augustus Henry Cavendish.
Il Duca morì il 21 dicembre 1891.

## Discendenza
Dal matrimonio tra Lord Cavendish e Blanche Howard nacquero:
- Lord William Cavendish (8 ottobre 1831-15 maggio 1834);
- Spencer Cavendish, VIII duca di Devonshire (23 luglio 1833-24 marzo 1908);
- Lady Louisa Caroline Cavendish (?-21 settembre 1907), sposò Francis Egerton, ebbero cinque figli;
- Lord Frederick Charles Cavendish (30 novembre 1836-6 maggio 1882), sposò Lucy Lyttelton, non ebbero figli;
- Lord Edward Cavendish (28 gennaio 1838-18 maggio 1891), sposò Emma Lascelles, ebbero tre figli.

## Ascendenza
|                                              |                        |                                               | Genitori                                             |  |  | Nonni |  |  | Bisnonni                                    |  |  | Trisnonni                                     |  |
|                                              |                        |                                               |                                                      |  |  |       |  |  | 8. William Cavendish, IV duca di Devonshire |  |  | 16. William Cavendish, III duca di Devonshire |  |
|                                              |                        |                                               |                                                      |  |  |       |  |  | 8. William Cavendish, IV duca di Devonshire |  |  | 16. William Cavendish, III duca di Devonshire |  |
|                                              |                        | 17. Catherine Hoskins                         |                                                      |  |  |       |  |  | 8. William Cavendish, IV duca di Devonshire |  |  |                                               |  |
| 4. George Cavendish, I conte di Burlington   |                        |                                               |                                                      |  |  |       |  |  | 8. William Cavendish, IV duca di Devonshire |  |  |                                               |  |
|                                              |                        | 9. Charlotte Elizabeth Boyle                  | 18. Richard Boyle, III conte di Burlington           |  |  |       |  |  |                                             |  |  |                                               |  |
|                                              |                        | 9. Charlotte Elizabeth Boyle                  | 18. Richard Boyle, III conte di Burlington           |  |  |       |  |  |                                             |  |  |                                               |  |
|                                              |                        | 9. Charlotte Elizabeth Boyle                  | 19. Richard Boyle, III conte di Burlington           |  |  |       |  |  |                                             |  |  |                                               |  |
| 2. William Cavendish                         |                        | 9. Charlotte Elizabeth Boyle                  |                                                      |  |  |       |  |  |                                             |  |  |                                               |  |
|                                              |                        | 10. Charles Compton, VII conte di Northampton | 20. Charles Compton                                  |  |  |       |  |  |                                             |  |  |                                               |  |
|                                              |                        | 10. Charles Compton, VII conte di Northampton | 20. Charles Compton                                  |  |  |       |  |  |                                             |  |  |                                               |  |
|                                              |                        | 10. Charles Compton, VII conte di Northampton | 21. Mary Lucy                                        |  |  |       |  |  |                                             |  |  |                                               |  |
| 5. Elizabeth Compton                         |                        | 10. Charles Compton, VII conte di Northampton |                                                      |  |  |       |  |  |                                             |  |  |                                               |  |
|                                              |                        | 11. Anne Somerset                             | 22. Charles Somerset, IV duca di Beaufort            |  |  |       |  |  |                                             |  |  |                                               |  |
|                                              |                        | 11. Anne Somerset                             | 22. Charles Somerset, IV duca di Beaufort            |  |  |       |  |  |                                             |  |  |                                               |  |
|                                              |                        | 11. Anne Somerset                             | 23. Elizabeth Berkeley                               |  |  |       |  |  |                                             |  |  |                                               |  |
| 1. William Cavendish, VII duca di Devonshire |                        | 11. Anne Somerset                             |                                                      |  |  |       |  |  |                                             |  |  |                                               |  |
|                                              | 12. Thomas O'Callaghan | 24. Cornelius O'Callaghan                     |                                                      |  |  |       |  |  |                                             |  |  |                                               |  |
|                                              | 12. Thomas O'Callaghan | 24. Cornelius O'Callaghan                     |                                                      |  |  |       |  |  |                                             |  |  |                                               |  |
|                                              | 12. Thomas O'Callaghan | 25. Maria Jolley                              |                                                      |  |  |       |  |  |                                             |  |  |                                               |  |
| 6. Cornelius O'Callaghan, I barone Lismore   | 12. Thomas O'Callaghan |                                               |                                                      |  |  |       |  |  |                                             |  |  |                                               |  |
|                                              |                        | 13. Sarah Davis                               | 26. John Davis                                       |  |  |       |  |  |                                             |  |  |                                               |  |
|                                              |                        | 13. Sarah Davis                               | 26. John Davis                                       |  |  |       |  |  |                                             |  |  |                                               |  |
|                                              |                        | 13. Sarah Davis                               | …                                                    |  |  |       |  |  |                                             |  |  |                                               |  |
| 3. Louisa O'Callaghan                        |                        | 13. Sarah Davis                               |                                                      |  |  |       |  |  |                                             |  |  |                                               |  |
|                                              |                        | 14. John Ponsonby                             | 28. Brabazon Ponsonby, I conte di Bessborough        |  |  |       |  |  |                                             |  |  |                                               |  |
|                                              |                        | 14. John Ponsonby                             | 28. Brabazon Ponsonby, I conte di Bessborough        |  |  |       |  |  |                                             |  |  |                                               |  |
|                                              |                        | 14. John Ponsonby                             | 29. Sarah Margetson                                  |  |  |       |  |  |                                             |  |  |                                               |  |
| 7. Frances Ponsonby                          |                        | 14. John Ponsonby                             |                                                      |  |  |       |  |  |                                             |  |  |                                               |  |
|                                              |                        | 15. Elizabeth Cavendish                       | 30. William Cavendish, III duca di Devonshire (= 16) |  |  |       |  |  |                                             |  |  |                                               |  |
|                                              |                        | 15. Elizabeth Cavendish                       | 30. William Cavendish, III duca di Devonshire (= 16) |  |  |       |  |  |                                             |  |  |                                               |  |
|                                              |                        | 15. Elizabeth Cavendish                       | 31. Catherine Hoskins (= 17)                         |  |  |       |  |  |                                             |  |  |                                               |  |
|                                              |                        | 15. Elizabeth Cavendish                       |                                                      |  |  |       |  |  |                                             |  |  |                                               |  |